# Miassz
Miassz (oroszul: Миасс) város Oroszország Cseljabinszki területén. Az Urál keleti oldalán, Cseljabinszktól 96 km-re nyugatra, a Miassz folyó partján terül el.
Miasszon halad keresztül az Ufa–Cseljabinszk vasúti fővonal. A várostól északra található az Ilmenszki Természetvédelmi Terület.
Lakossága: a 2002-es népszámláláskor 158 420 fő volt; 166 452 fő (a 2010. évi népszámláláskor)., melyből 143 005 orosz, 5752 baskír, 5407 tatár, 1761 ukrán, 621 mordvin, 617 német, 551 fehérorosz stb.

## Története
A város területén 1773-ban alapítottak rézbányát, melyet az 1754-ben felfedezett rézlelőhelyre építettek. A bányához kapcsolódó település növekedését a 19. század elején felgyorsította a Miassz folyó völgyében talált aranykészlet. Az első aranylelőhelyet 1797-ben találták meg a Taskuturganka folyó mentén. Később, az 1820-as években a Miassz folyó medencéjében fedezték fel az Urál legnagyobb aranylelőhelyét. 1836-ban a környéken 54 aranybánya és 23 aranymosó működött. 1842-ben ezen a vidéken talált Nyikiforom Szjutkin egy 36,21 kg-os aranyrögöt, mely egyike a világ legnagyobb aranyleleteinek. A kezdeti időszakban a kitermelt arany éves mennyiség elérte a 640 kg-ot. A század közepére az aranybányászat visszaesett. A település 1926-ban kapott városi rangot, 1943-tól pedig közvetlen területi alárendeltségű (járási jogú) város.
Fejlődésének újabb lendületet az 1940-es évek elején megjelent gépgyártó ipar jelentett. 1941 novemberében kezdték el építeni azt az autógyárat, amely a második világháború miatt Moszkvából Miasszba költöztetett Sztálin Autógyár (ZiSZ, később ZiL) alapjain jött létre. A gyár 1943-ban kapta a Miasszi Autógyár, majd 1944. június 21-én az Urál Autógyár (UralAZ) nevet. A városban 1955-ben települt meg a rakétagyártáshoz kapcsolódó ipar, amikor az SZKB–385 tervezőirodát (napjainkban: Makejev Állami Rakétaközpont) Zlatousztból Miasszba telepítették. A tervezőiroda és a hozzá kapcsolódó intézmények alkotják a város északi, Masgorodok nevű részét.

## Gazdasága
A város jelentős orosz ipari központ, melyben a gépgyártó ipar dominál, de továbbra is jelentős a bányászat és a fémfeldolgozás.  A legfontosabb ipari vállalata a tehergépkocsikat gyártó Urál Autógyár (UralAZ).
2004-ben a városban jelentős turisztikai fejlesztéseket kezdtek. A város déli részén, a korábban is üdülőzónának számító Turgojak-tó mellett egy új turisztikai komplexum kialakítása folyik.
A felsőoktatást három intézmény képvisel. Ott működik a Cseljabinszki Állami Egyetem, a Cseljabinszki Állami Pedagógiai Egyetem, valamint a Dél-uráli Állami Egyetem egy-egy kirendeltsége. Tudományos intézménye az Orosz Tudományos Akadémia Uráli Kirendeltségének Ásványtani Intézete.
A városban helytörténeti, valamint a gazdag gyűjteménnyel rendelkező Miasszi Állami Ásványtani Múzeum működik.

## Ismert emberek
Miasszban élt és dolgozott:
- Viktor Makejev, a szovjet rakétagyártás egyik jelentős alakja,
- Leonyid Obolenszkij, színész, rendező.

Ott született:
- Vlagyimir Kuznyecov, akadémikus, fizikus.

## Külső hivatkozások
- A városi adminisztráció (városi tanács) honlapja (oroszul)
- Városi portál (oroszul)
- Elektronikus várostérkép
- A város címerének története (oroszul)